# Сигурносно-обавјештајна агенција
Сигурносно-обавјештајна агенција (хрв. Sigurnosno-obavještajna agencija, краће: СОА) је обавештајна служба Републике Хрватске, задужена за прикупљање, анализу, обраду и оцену података који су од значаја за националну безбедност, са сврхом откривања и спречавања радњи појединаца или група које су усмерене против опстанка, независности, јединствености и суверенитета Републике Хрватске, насилном рушењу структуре државне власти, угрожавању Уставом и законима утврђених људских права и темељних слобода грађана те основа привредног система.
Послове из свог делокруга Агенција обавља на основу Стратегије националне безбедности, Стратегије одбране, Годишњих смерница за рад безбедносно-информативних агенција, закона, захтева законом одређених државних тела, односно захтева корисника резултата рада.
Агенција делује путем седишта у Загребу и 10 регионалних центара. Директора Агендије именују супотписом председник и премијер Републике Хрватске. Директор Агенције је Драган Лозанчић.
Агенција је основана 2006. године доношењем Закона о безбедносно-обавештајном систему Републике Хрватске, односно уједињењем бивше Протуобавештајне агенције и Обавештајне агенције које су престале с радом.

## Директори Агенције
1. Томислав Карамарко  (13. септембар 2006. — 9. октобар 2008.)
2. Јосип Буљевић  (10. октобар 2008. — 10. октобар 2012.)
3. Драган Лозанчић (11. октобар 2012. — 2016.)
4. Даниел Маркић (2016. — данас)